# باري فلانغن
باري فلانغن (بالإنجليزية: Barry Flanagan)‏ هو نحات بريطاني، ولد في 11 يناير 1941 في Prestatyn ‏ في المملكة المتحدة، وتوفي في 31 أغسطس 2009 في سانتا إيولاليا ديل ريو في إسبانيا بسبب تصلب جانبي ضموري.

## وصلات خارجية
- الموقع الرسمي
- باري فلانغن على موقع ديسكوغز (الإنجليزية)